# Sociedad de Estudios de Eurasia Central
La Sociedad de Estudios de Eurasia Central (CESS) es una sociedad con sede en Norteamérica, para académicos que estén interesados en la región de Eurasia Central. Su objetivo es "promover altos estándares de investigación y enseñanza, y fomentar la comunicación entre expertos a través de encuentros y redes sociales", y para "facilitar la interacción entre académicos de alto nivel, académicos novatos, estudiantes de posgrado, y expertos independientes en Norteamérica y en todo el mundo". Fundada en el año 2000, la sociedad encabeza conferencias anuales, y presenta premios por publicaciones recientes.

## Historia
La discusión sobre la creación de una sociedad para estudios sobre Asia Central en América del Norte comenzaron hacia finales de la década de 1990, durante talleres en la Universidad de Wisconsin–Madison. Finalmente, se llegó a un consenso para el establecimiento de la Sociedad de Estudios de Eurasia Central, cuya primera conferencia se llevó a cabo en octubre de 2000. En abril de 2001, la CESS estuvo incorporado como empresa sin ánimo de lucro en Massachusetts. La organización creció rápidamente, y hasta 2003, llegó a poseer 1 500 miembros de 70 países.
El Central Eurasian Studies Review, fue la publicación principal de la sociedad, dando sus primeros pasos en 2002.  Aun así, los enlaces a copias anteriores se conservan en su sitio web.
Para 2003, la Secretaría de la CESS había sido establecida en el Programa de Asia Central y el Cáucaso de la Universidad de Harvard. Posteriormente, la secretaría se convertiría en una secretaría rotativa, trasladándose a la Universidad de Miami en 2007 y a la Universidad de Indiana en 2011.

## Actividades
Desde el año 2000, la CESS ha llevado a cabo, conferencias anuales, usualmente en el mes de octubre. Las conferencias son realizadas en varias universidades de Canadá y Estados Unidos. La conferencia de 2012 fue realizada en la Universidad de Indiana en Bloomington.
La primera conferencia de la CESS (llamada "conferencia regional") fue realizada en agosto de 2008, en Choktal, Kirguistán.
Además, el CESS presenta dos premios anuales -  un Premio Literario y un Premio al Mejor Estudiante de Posgrado. Cada ganador recibe $500 dólares, y el mejor trabajo de posgrado será publicado en la revista académica Central Asian Survey.

## Publicaciones
La publicación principal de CESS, la Central Eurasian Studies Review, publica artículos dos veces al año, durante las temporadas de primavera y verano. Su primera publicación se realizó en enero de 2002. La publicación está dividida en cuatro secciones: Perspectivas, Informes de investigación (solo para investigación continua), Conferencias y ciclo de Conferencia, y Desarrollos y Recursos Educativos. Todos los tópicos en curso o ya investigados, se encuentran disponibles en su sitio web oficial.